# Dasychira arnoldi-schultzei
Dasychira arnoldi-schultzei är en fjärilsart som beskrevs av Felix Bryk 1935. Dasychira arnoldi-schultzei ingår i släktet Dasychira och familjen tofsspinnare. Inga underarter finns listade i Catalogue of Life.